# Třída Daring (typ 45)
Třída Daring (známa i jako typ 45) je třída raketových torpédoborců Royal Navy určených pro protivzdušnou obranu floty i pozemních sil vůči letounům i řízeným střelám. Celkem bylo postaveno šest jednotek této třídy (původně byla plánována objednávka 12 kusů). Do služby byly přijaty v letech 2009–2013. Jsou to největší a nejsilnější postavené britské torpédoborce. Ve službě nahrazují torpédoborce typu 42.
Od roku 2022 začnou koncepční práce na následovníku typu 45, kterým se mají stát torpédoborce typu 83.

## Stavba
Dodavatelem lodí jsou společnosti BAE Systems a VT Group, které pro tento účel vytvořily společný podnik BVT Surface Fleet. Jako první v březnu 2003 začala stavba torpédoborce Daring, který jako první loď své třídy 23. července 2009 vstoupil do služby. V roce 2010 následoval Dauntless, v roce 2011 Diamond a v roce 2012 Dragon. Roku 2013 byly zařazeny poslední dvě jednotky Defender a Duncan.
Jednotky třídy Daring:
| Jméno               | Založení kýlu  | Spuštěna       | Vstup do služby   | Status  |
| ------------------- | -------------- | -------------- | ----------------- | ------- |
| HMS Daring (D32)    | březen 2003    | 1. února 2006  | 23. července 2009 | aktivní |
| HMS Dauntless (D33) | srpen 2004     | 23. ledna 2007 | 3. června 2010    | aktivní |
| HMS Diamond (D34)   | únor 2005      | listopad 2007  | 6. června 2011    | aktivní |
| HMS Dragon (D35)    | prosinec 2005  | listopad 2008  | 20. dubna 2012    | aktivní |
| HMS Defender (D36)  | červenec 2006  | říjen 2009     | 21. března 2013   | aktivní |
| HMS Duncan (D37)    | 26. ledna 2007 | 11. října 2010 | 26. září 2013     | aktivní |

## Konstrukce

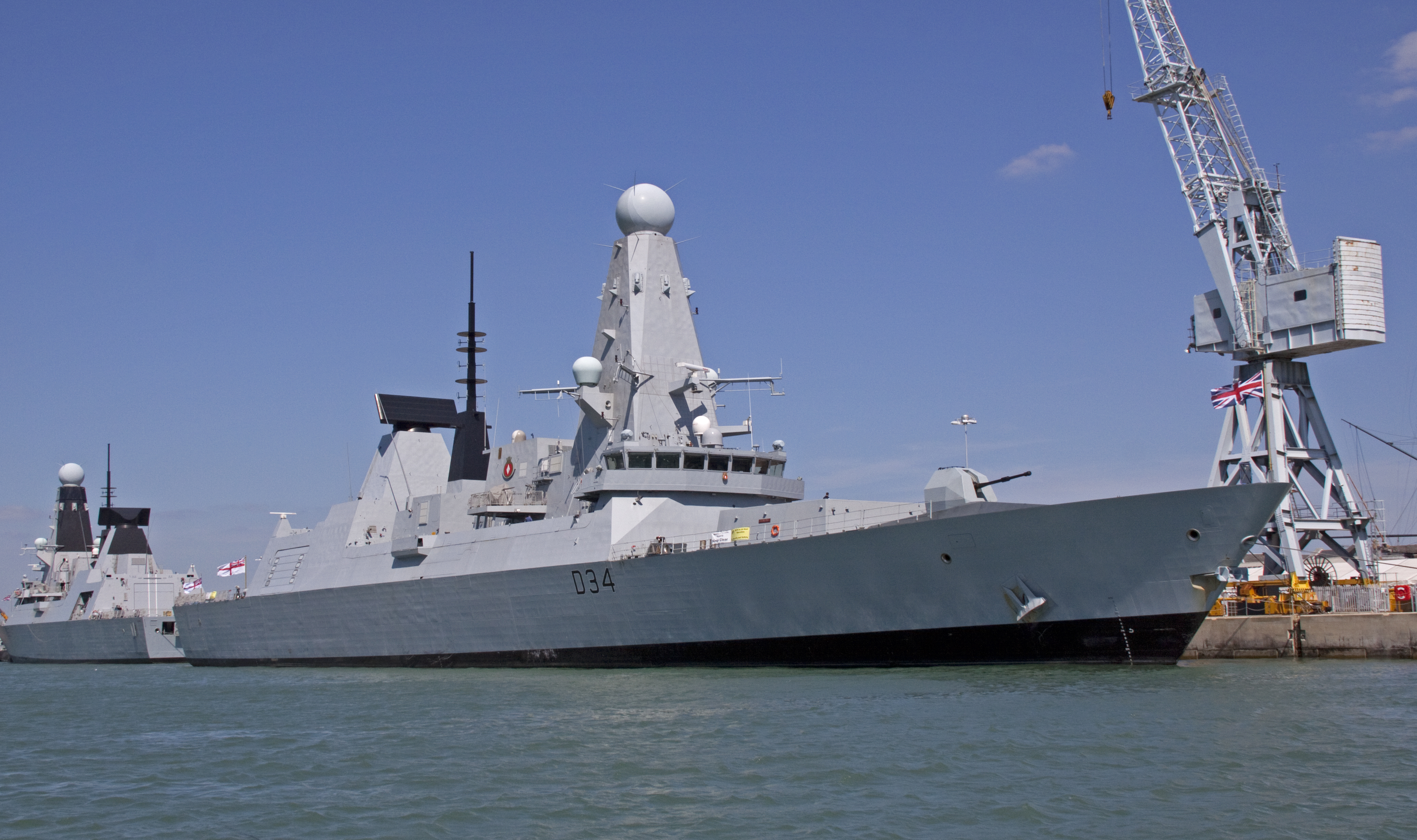
HMS Diamond

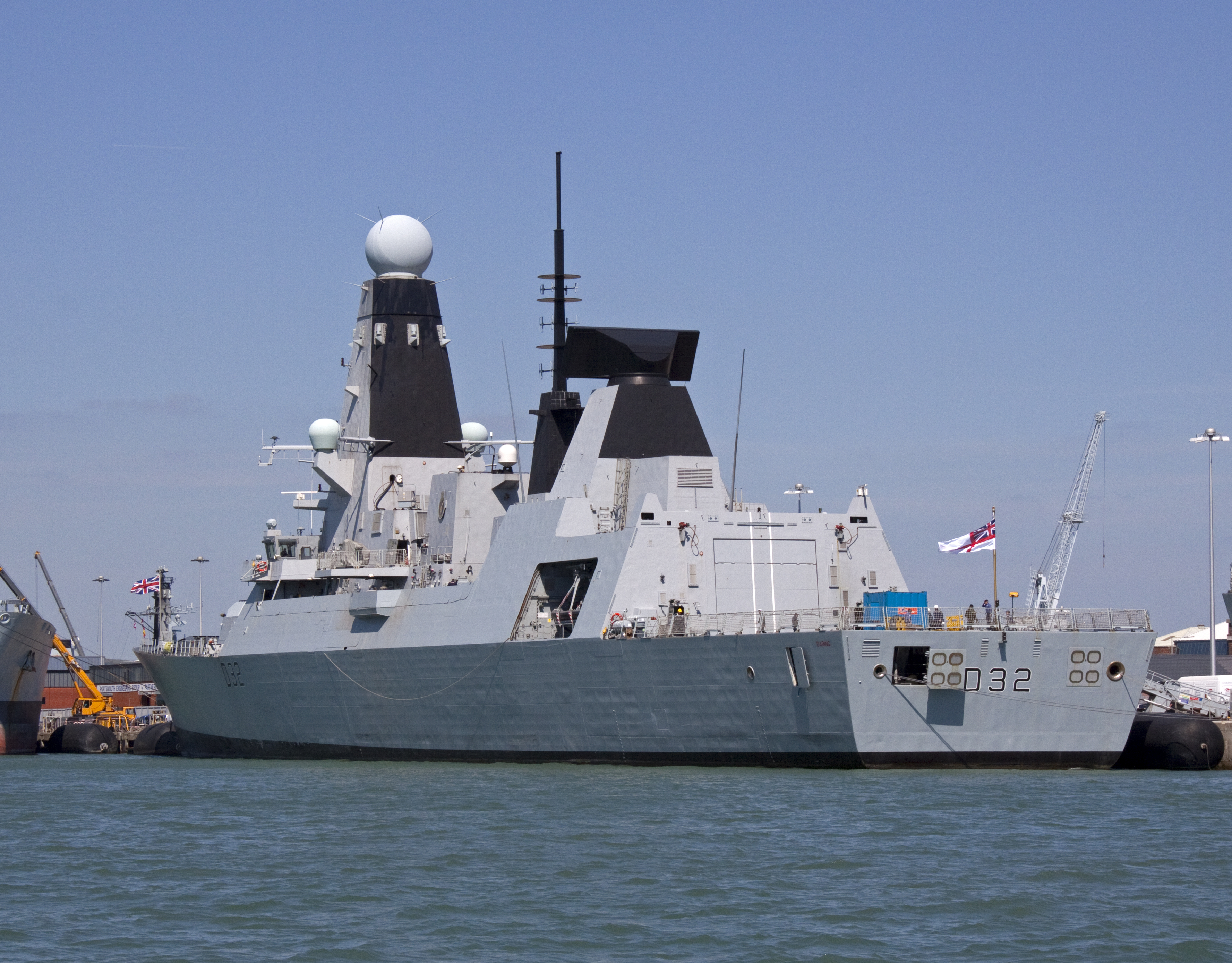
HMS Daring

Konstrukce třídy Daring je ovlivněna britskou účastí na britsko/italsko/francouzském projektu Horizon – společném vývoji fregat nové generace, z něhož Velká Británie roku 1999 vystoupila. Má však například pro tento projekt vyvinutý protiletadlový systém PAAMS (Principal Anti Air Missile System, britské označení Sea Viper) využívající radar SAMPSON a šest osminásobných vertikálních vypouštěcích zařízení Sylver A50 pro střely Aster 15 a Aster 30. Systém PAAMS by měl být účinný i proti protilodním střelám.
Lodě dále nesou jeden 114mm kanón (4.5" Mark 8 Mod 1) a dva 30mm kanóny Oerlikon. Všechny lodě třídy Daring jsou schopné nést protizemní střely či obranné systémy typu Phalanx CIWS, v současnosti však tyto nejsou instalovány.
Jsou rovněž vybaveny hangárem pro jeden protiponorkový vrtulník typu Westland Lynx (v současnosti provozovaný) či AgustaWestland AW101. Vrtulníky mohou nést protilodní střely Sea Skua, protiponorková torpéda Stingray, hlubinné pumy a kulomety. Všechny lodě jsou schopny nést 60 námořních pěšáků.
Trup lodí využívá prvky technologie stealth. Pohon typu IEP tvoří dvě plynové turbíny Rolls Royce WR21 a dieselgenerátory Wärtsilä 12V200, které vyrábí elektrickou energii pro palubní síť a napájí dva indukční motory Alstom (dříve Alstom Power & Conversion a GE Power Conversion). Rychlost je až 27 uzlů a dosah 7000 námořních mil při 18 uzlech.

### Modifikace
Plánována je modernizace systému Sea Viper spojená s integrací protiletadlových řízených střel MBDA CAMM. Instalováno bude 24 vertikálních vypouštěcích sil, což navýší celkový počet střel o polovinu a zároveň umožní využití zbývajících vertikálních sil Sylver pro výkonnější střely Aster 30.
V květnu 2022 námořnictvo zveřejnilo plán na rozšíření bojových schopností plavidel o ničení balistických raket krátkého a středního doletu. Využívat k tomu mají modernizované střely Aster 30.

## Operační služba
Dauntless byl v nasazen k podpoře operací proti Islámskému státu. V Perském zálivu se připojil k doprovodu letadlové lodě USS Carl Vinson
Třídu Daring dlouhodobě sužují problémy s nedostatečným chlazením turbín, které způsobily několik havárií pohonného systému a ztěžují její nasazení v oblastech s horkým klimatem. Ministerstvo obrany v  lednu 2016 potvrdilo, že odstranění tohoto problému si vyžádá nákladnou úpravu pohonu plavidel.